# Culicoides multifarious
Culicoides multifarious är en tvåvingeart som beskrevs av Liu, Gong, Zhang och Shi 2003. Culicoides multifarious ingår i släktet Culicoides och familjen svidknott. Inga underarter finns listade i Catalogue of Life.